# فكتور بيلوف
فكتور بيلوف (بالروسية: Белов, Виктор Петрович)‏ (23 يناير 1925 في روسيا - 29 سبتمبر 2001 في روسيا) هو مدرب كرة قدم ولاعب كرة قدم روسي (وحمل سابقاً جنسية الاتحاد السوفيتي) في مركز الدفاع. لعب مع سبارتاك موسكو ونادي سيسكا موسكو وفاكل فارونيش ‏ وفولغا تفير ‏ وFC Torpedo NN Nizhny Novgorod ‏ وFC MVO Moscow ‏.

## وصلات خارجية
- فكتور بيلوف على موقع قاعدة بيانات كرة القدم.إي يو (الإنجليزية)